# Canton Memorial Civic Center
Le Canton Memorial Civic Center est une salle omnisports à Canton (Ohio). Ses locataires sont les Charge de Canton (NBA Development League). La salle accueille également de nombreux concerts et des épreuves de la WWE.